# (15562) 2000 GF48
A (15562) 2000 GF48 a Naprendszer kisbolygóövében található aszteroida. A LINEAR projekt keretében fedezték fel 2000. április 5-én.